# Holly Miranda
Holly Miranda (21 de septiembre de 1982) es una cantautora estadounidense. Además de tocar el piano, es autodidacta de la guitarra y la trompeta. Su música puede considerarse indie y pop alternativo.

## Carrera

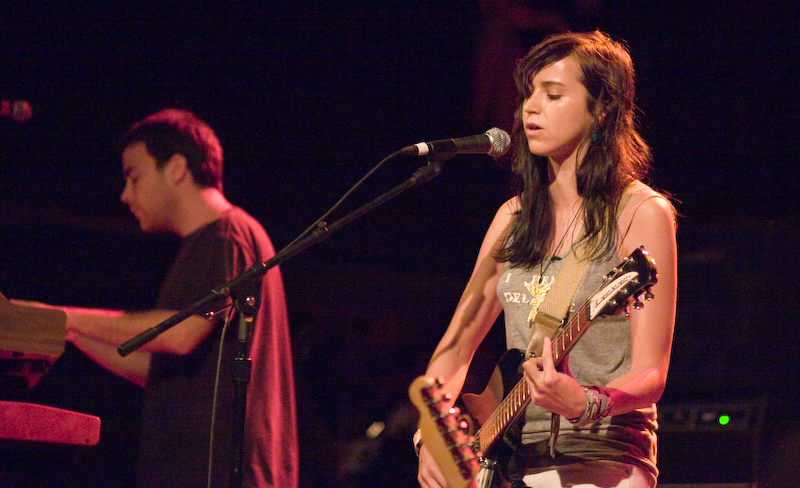
The Jealous Girlfriends, New York (2007)

Miranda creció cantando en su iglesia de Detroit, aprendiendo piano a los seis años y guitarra a los 14, edad en que comenzó a escribir sus propias canciones. A los 16, marchó a Nueva York, donde se graduó. Con solo 17 años fue seleccionda para grabar un álbum para la BMG, que no terminó de publicarse.
Ya como cantante independiente, debutó por su cuenta con el álbum High Above the City (2004). El álbum contiene 20 temas y primeramente se vendió durante los conciertos de Holly por la costa este y el medio oeste de los EE. UU. 
A continuación, en Nueva York, se encuentra con el productor y teclista Alex Lipsen con quien forma la banda The Jealous Girlfriends (las novias celosas), que sacó un par de álbumes. La banda se mantuvo hasta fines de 2008, tocó en compañía de Nada Surf y Delta Spirit, y sus canciones aparecieron en las series de televisión CSI: Miami, The L Word y Grey's Anatomy. La crítica fue positiva. Después de 2008 los miembros de la banda siguieron sus propias carreras musicales.
Con el apoyo de su amigo y productor Dave Sitek, miembro de la banda neoyorquina TV on the Radio, Holly Miranda lanzó su álbum solista titulado The Magician's Private Library. Chrysalis Music financió el álbum, que no fue lanzado oficialmente hasta 2010, después de que Miranda firmara con XL Recordings. The Magician's Private Library recibió buenas críticas y llegó hasta el puesto 40 de la lista US Billboard Top Heatseekers. El álbum fue precedido por los sencillos Forest Green, Oh Forest Green y Waves. Para dar publicidad a The Magician's Private Library, Holly Miranda actuó de telonera de las canadienses Tegan and Sara en su gira norteamericana. Igualmente teloneó para el XX Tour de the xx, y el Lungs Tour de Florence and the Machine.
Holly ha colaborado con Theophilus London, en la canción Love Is Real del álbum Timez Are Weird These Days (2011); como vocalista en el sencillo de la banda de música electrónica Creep, Animals (enero de 2012); y en el sencillo de Mmoths, All These Things, del álbum Diaries (marzo de 2013). 
En 2013, Miranda se juntó con Scarlett Johansson, Julia Haltigan, Kendra Morris y Este Haim para formar un grupo de estudio llamado the Singles. Tuvieron que desistir de lanzar su sencillo de debut, febrero de 2015, por la denuncia de la antigua banda de rock, The Singles, originaria de Detroit, que consideraba se había usurpado su nombre.
Mientras Miranda, en busca de inspiración para su siguiente trabajo en solitario, alquiló una casa en el desierto de California cerca de Joshua Tree. El resultado fue un lote de canciones que formaron su cuarto álbum en solitario, el homónimo Holly Miranda. Producido por Miranda y Florent Barbier, el álbum fue lanzado por Dangerbird Records en mayo de 2015. 
En febrero de 2018 sale su quinto álbum, Mutual Horse.

## Discografía

### Solista

#### Álbumes
- High Above the City: Evolution (2004)[15]
- The Magician's Private Library (2010)[16]
- Party Trick (2012)
- Holly Miranda (2015)
- Catskill Christmas (2017) (Álbum navideño en colaboración con Ambrosia Parsley y Chris Maxwell)
- Mutual Horse (2018)

#### Sencillos
- "Forest Green, Oh Forest Green" (2009)
- "Waves" (2010)
- "Desert Call" (2013)
- "Everlasting" (2013)
- "All I Want is to be Your Girl" (2015)
- "Midnight Oil" (2017) (w/ The New Asylum Choir)

### ConThe Jealous Girlfriends
- Comfortably Uncomfortable (2005)
- The Jealous Girlfriends (2007)